# Yang Zengxin
Yang Zengxin (en chino tradicional, 楊增新; en chino simplificado, 杨增新; pinyin, Yáng Zēngxīn; Wade-Giles, Yang Tseng-hsin; 6 de marzo de 1864 - 7 de julio de 1928) fue el primer Gobernador del Sinkiang tras la Revolución de Xinhai de 1911 hasta su asesinato en 1928.

## Biografía
Yang Zengxin nació en Mengzi, Provincia de Yunnan, en 1864. A pesar de pertenecer a la etnia Han, tenía conexiones con las principales familias musulmanas de Yunnan. Tenía gran conocimiento del Islam y su cultura.
El Magistrado Yang Zengxin escribió un ensayo sobre Sufismo menhuan en 1897.

## Gobernador del Sinkiang
En 1907 los Qing asignaron a Yang Zengxin en el Sinkiang. Fue el principal responsanble de la conformación de los actuales límites del Sinkiang.
Ma Yuanzhang, un jeque sufí de Jahriyya, apoyó a Yang Zengxin en la toma del poder en Sinkiang. Esto permitió a Yang formar inmediatamente un masivo ejército de tropas musulmanas Hui, fundamentalmente de las comunidades de Jahriyya.
El General musulmán Ma Anliang, en cooperación con Yang, intentó arrestar y ejecutar al líder Yihewani (Ikhwan en árabe) Ma Wanfu. Ma Qi, uno de los subordinados de Ma Anliang, llevó a cabo una operación de rescate y se llevó a Ma Wanfu a Xining. Ma Anliang y Yang Zengxin eran monárquicos y no confiaban en el republicanismo, habiendo servido juntos en el ejército de los Qing.
Yang tomó el poder tras derrotar a los revolucionarios que expulsaron al gobernador Qing, Yuan Dahua, durante la Revolución de Xinhai. Los revolucionarios del Ili y los Gelaohui fueron eliminados por Yang. Nombró a Ma Fuxing como comandante militar de 2,000 tropas chinas musulmanas, cuyo propósito era aplastar a los rivales de Yang. En 1913, la revuelta de Tömür Khälphä en Qumul fue aplastada por Yang con la ayuda del representante religioso de Ma Yuanzhang, Jin Yunlun (金云仑). El presidente Yuan Shikai reconoció su mandato y a cambio este apoyó la pretendida restauración de la monarquía por parte de Yuan Shikai. Invitó a los rebeldes republicanos contrarios a Yuan Shikai al banquete de año nuevo de 1916 y ahí los decapitó. Yang creía que la monarquía era el mejor sistema para China, siendo que Yang era un antiguo Mandarín, a diferencia de los gobernadores republicanos de otras provincias.
Yang fue nombrado Conde de Primer Rango (en chino, 一等伯; pinyin, Yī děng bó) por Yuan Shikai.
En 1917 el presidente Li Yuanhong asignó a Fan Yaonan (樊耀南) para observar a Yang y, si fuera posible, reemplazarlo. Yang siempre reconoció a cualquier facción que estuviera en el poder en el Gobierno de Beiyang para evitar problemas. Su gobierno mantuvo la región en relativa calma, comparada con otras partes de China que se encontraban en guerra civil. Sin embargo, gobernó de manera dictatorial y ejecutó a muchos disidentes. Los impuestos a los kazajos, uigures y otras minorías fueron rebajados. Se prohibió abusar de las abuse minorías, y le prohibió a los musulmanes relacionarse a los soviéticos.
Yang confiaba mucho en los Hui (chinos musulmanes) para reforzar su poder en el Sinkiang. Estos le desagradaban tanto a los Han como a los uigures porque tenían las principales posiciones en el ejército y el gobierno de Yang.
A Tungani (Hui) was the military commander at Khotan in 1920.
El 1 de julio de 1928, reconoció al Gobierno Nacionalista de Nanking. Seis días después fue asesinado en un intento de golpe perpetrado por Fan Yaonan durante un banquete. Fan había alcanzado un puesto elevado en el régimen de Yang, pero este nunca había confiado en él. El motivo parece haber sido la negativa de Yang a la propuesta de Fan de imponer un consejo de asesoramiento nacionalista para mantener al Sinkiang bajo control. El asesinato de Yang fue castigado por Jin Shuren casi inmediatamente. Debido a la falta de recursos para detener los acontecimientos, el Gobierno de Nanking se vio obligado a reconocer a Jin, como sucesor de Yang.
Ma Fuxing fue nombrado Titai de Kashgar por Yang entre 1916 y 1924. Sin embargo, este ordenó a Ma Shaowu que asesinara a Ma Fuxing en 1924. Tras esto, Ma Shaowu fue nombrado Daotai de Kashgar.